# Адам женится на Еве
«Адам женится на Еве» — советский двухсерийный художественный фильм режиссёра Виктора Титова, комедийная драма по мотивам одноимённой пьесы немецкого драматурга Руди Штраля (перевод М. Семёнова).
Телевизионная премьера состоялась 3 января 1981 года по первой программе Центрального телевидения СССР.

## Сюжет
Действие фильма протекает в помещении суда. Пришедшие сочетаться браком молодые люди, назвавшиеся Адамом и Евой, оказываются подсудимыми на вымышленном заседании, цель которого — вынести решение, могут ли они быть мужем и женой. В качестве свидетелей явились подруга  и бывший приятель Евы. Попытки прояснить запутанную ситуацию заканчиваются скандалом и дракой между свидетелем и «подсудимым»… В конце суд всё же не может прийти к единому мнению и признаёт себя несостоятельным для решения этого вопроса.

## В ролях
- Елена Цыплакова — Ева, акушерка
- Александр Соловьёв — Адам, автослесарь, левый крайний футбольной команды первой лиги
- Зиновий Гердт — судья
- Татьяна Васильева — прокурор
- Александр Калягин — адвокат
- Готлиб Ронинсон — секретарь
- Владимир Марков — заседатель
- Наталья Гешель — заседатель
- Ольга Машная — подруга Евы
- Александр Сирин — приятель Евы
- Михаил Любезнов — таксист
- Микаэл Таривердиев — исполнитель песен

## Съёмочная группа
- Автор сценария: Виктор Титов
- Режиссёр-постановщик: Виктор Титов
- Оператор-постановщик: Георгий Рерберг
- Художник-постановщик: Пётр Пророков
- Композитор: Микаэл Таривердиев
- Симфонический оркестр Гостелерадио СССР, дирижёр: Константин Кримец

## Песни в фильме
1. Люблю
2. Любовь слепа
3. Не изменяйся, будь самим собой
4. Пылающую голову рассвет
5. Сонет о курице
6. Сонет о яблоке
7. Увы, мой стих
8. Я виноват
9. Мешать соединенью двух сердец

## Факты
- В фильме использованы сонеты Уильяма Шекспира в переводе Самуила Маршака и стихи Константы Галчиньского в переводе Леонида Мартынова («Лирический разговор» и «Если бы у меня было одиннадцать шляп»)
- Актриса Елена Цыплакова снималась в фильме в платье, которое сшила самостоятельно. В нём же она выходила замуж.[2]